# Bayram Şit
Bayram Şit   (Acıpayam, 1930 - Ankara, 29 de maig de 2019) fou un lluitador turc, especialista en lluita lliure, guanyador d'una medalla olímpica.
El 1952 va prendre part en els Jocs Olímpics d'Estiu de Hèlsinki, on guanyà la medalla d'or en la competició del pes ploma del programa de lluita lliure. Quatre anys més tard, als Jocs de Melbourne, fou quart en la mateixa competició.
En el seu palmarès també destaca una medalla de plata en el Campionat del Món de 1954 i una medalla d'or en els Jocs del Mediterrani de 1951.